# NGC 5875
NGC 5875 ist eine 12,5 mag helle Spiralgalaxie mit aktivem Galaxienkern vom Hubble-Typ Sb im Sternbild Bärenhüter und etwa 164 Millionen Lichtjahre von der Milchstraße entfernt. 
Sie wurde am 1. Mai 1788 von Wilhelm Herschel mit einem 18,7-Zoll-Spiegelteleskop entdeckt, der sie dabei mit „pB, pL, lE“ beschrieb.